# Белмужијада
Белмужијада је привредно-туристичка и културна манифестација која се одржава у Сврљигу и посвећена је белмужу. Одржава се од 2006. године, првог викенда у августу месецу и траје три дана. Покровитељ манифестације је Општина Сврљиг, а организатор је Центар за туризам, културу и спорт Општине Сврљиг. Одржава се на спортском полигону „Пастириште“, поред Сврљишког Тимока. Белмужијаду током три дана посети преко 60.000 људи.

## Белмуж
Белмуж је традиционални сврљишки специјалитет од младог овчјег и крављег сира и пројаног брашна који се сервира врућ. Према неким тумачењима, белмуж је добио име по белом сиру и по томе што су га чешће спремали мужеви, јер је за непрекидно окретање смесе у казану потребна јака мушка рука. Белмуж се налази на листи нематеријалног културног наслеђа Србије.

## Програм манифестације
Централни догађај манифестације је такмичење у припремању белмужа. Програм Белмужијаде чине и пратеће манифестације као што су избор најлепше пастирице, домаћа радиност, стара сврљишка јела, пастирске игре и културни програм...
За посетиоце је припремљен богат музичко-забавни програм, од домаћих вокланих извођача изворних песама, фолклора из Сврљига, Ниша, Бугарске, Македоније, Грчке, гајдаша из наше земље и околних земаља, до концерата познатих певача и група.

## Концерти певача
| Белмужијада | Година | Певачи који су наступали на Белмужијади                                                                                             |
| ----------- | ------ | --- |
| 4           | 2009.  | Немања Николић |
| 5           | 2010.  | Биљана Јевтић и Александар Илић, Чеда Марковић, Милан Топаловић Топалко                                                             |
| 6           | 2011.  | Александар Сања Илић и Балканика, Мирослав Илић                                                                                     |
| 7           | 2012.  | Ана Бекута, Адил Максутовић, Саша Матић                                                                                             |
| 8           | 2013.  | Харис Џиновић, Ацо Пејовић |
| 9           | 2014.  | Јасна Кочијашевић и Драгослав Михајловић Канаринац, Весна Змијанац, Тропико бенд                                                    |
| 10          | 2015.  | Јасна Кочијашевић и Драгослав Михајловић Канаринац, Биља Крстић и оркестар „Бистрик“; Амадеус бенд; Аца Лукас (Ана Кокић, као гост) |
| 11          | 2016.  | Јасна Кочијашевић и Драгослав Михајловић Канаринац, Медени месец; Жељко Самарџић; Дејан Матић                                       |
| 12          | 2017.  | Јасна Кочијашевић и Драгослав Михајловић Канаринац, „Долче Вита” бенд; Гоца Тржан (Тодор Китановић, као гост); Драгана Мирковић     |
| 13          | 2018.  | Љуба Лукић; Александар Сања Илић и Балканика; Лепа Брена                                                                            |
| 14          | 2019.  | Бенд „Топли мај”; Милица Тодоровић; Халид Бешлић                                                                                    |